# Perseo affronta Fineo con la testa di Medusa
Perseo affronta Fineo con la testa di Medusa è un dipinto di Sebastiano Ricci, eseguito con la tecnica dell'olio su tela.
Realizzato tra il 1705 e il 1710, si trova esposto al Paul Getty Museum di Los Angeles.

## Descrizione
Il dipinto si rifà al quinto libro delle Metamorfosi ovidiane, illustrando l'episodio di Perseo che dopo aver ucciso in vari modi molti dei seguaci di Fineo pietrifica lui e gli altri nemici ancora in vita con la testa di Medusa (la scaramuccia era stata provocata da Fineo, a capo di un gran numero di armati, durante il banchetto delle nozze tra Perseo e Andromeda). Lo scontro avviene nella reggia di Cefeo, fratello di Fineo, più precisamente nella sala dei banchetti, un grande spazio con colonne e archi, entro i quali sono collocate statue di divinità.
Perseo, al centro della scena, protende il braccio con cui regge il capo mozzo della Gorgone in direzione di Fineo e altri guerrieri, raffigurati a destra, trasformandoli così in statue di pietra. L'eroe greco, che nell'altra mano impugna una spada, indossa unicamente un leggero mantello rosso, che lascia però scoperto il suo petto. Nell'angolo inferiore sinistro, ai piedi di Perseo, si vede il cadavere del giovane arciere indiano Ati, abbattuto dal protagonista con un ceppo negli scontri iniziali; la faretra, la chioma intrisa di mirra e il copioso sangue sgorgato dalla lesione al cranio sono gli elementi che ne permettono l'identificazione laddove Ricci non ha inquadrato Licabas, il guerriero assiro che venne trafitto dalla spada di Perseo dopo aver cercato invano di vendicare il ragazzo ed esalò l'ultimo respiro accanto a lui.